# Tavira (stacja kolejowa)
Tavira – stacja kolejowa w Tavirze, w południowej Portugalii, zlokalizowana na Linha do Algarve.
Została oddana do użytku w 1905, z chwilą otwarcia odcinka linii kolejowej z Olhão do Taviry. Stacja posiada 2 perony.